# Falling Down (chanson de Selena Gomez)
Pour les articles homonymes, voir Falling Down.
Singles de Selena Gomez and the Scene
Naturally
Pistes de Kiss and Tell
I Won't Apologize I Promise You
Falling Down est un single écrit et chanté par le groupe américain Selena Gomez and the Scene. Il a été coécrit et produit par Ted Bruner et Trey Vittetoe. Gina Schock, des Go-Go's a également fait partie de l'écriture de cette chanson. Le single est sorti le 29 août 2009 et a été le premier single officiel de l'album Kiss and Tell. Cette chanson est un mélange de dance-pop, de pop rock et d'après la chanteuse du groupe, Selena Gomez, cette chanson parle d'une mauvaise relation mais aussi du ridicule de la célébrité.
Le single n'a pas eu beaucoup de succès, se classant à la 82e place du Billboard Hot 100. Le groupe a chanté cette chanson pendant la neuvième saison de Dancing with the Stars et la performance a été critiquée.

## Développement
La chanson a été écrite par Ted Bruner, Trey Vittetoe et Gina Schock des "Go-Go's", qui a aussi contribué à d'autres titres de Kiss and Tell. Au niveau des paroles, Falling Down parle de tous les mauvais côtés d'une relation amoureuse qui n'est pas fondée sur les sentiments. Lors d'une interview, Selena Gomez a déclaré que pour elle, ce single représente le ridicule et les mauvais côtés de la célébrité et d'Hollywood. Elle a déclaré « C'est à propos d'Hollywood et de ce que pensent les gens du côté plastique et superficiel du star système. C'est amusant et je pense que beaucoup de jeunes filles peuvent se reconnaître en cette chanson. Moi, je l'ai faite pour la célébrité mais ça a un sens très large ».

## Critiques
Falling Down est une chanson pop qui porte les caractéristiques de la dance-pop et pop rock. Il présente une caractéristique « agressive » de la guitare et de la batterie alimenté par des lignes "bloopy" synthétique. Certains critiques ont noté que la chanson semble être influencée par Avril Lavigne. Robert Copsey de Digital Spy dit la chanson « sonne étrangement similaire à U + Ur Hand de Pink ».

## Clip vidéo
Le clip vidéo a été réalisé par le réalisateur Chris Dooley, et diffusé pour la première fois sur Disney Channel, juste avant la première du film Les Sorciers de Waverly Place le 28 août 2009. Il a été disponible sur iTunes le lendemain. Le clip commence avec Selena chantant « whoa, whoa » et est illuminé par les lumières de la scène et avec les cheveux de Selena poussés ventilés. Les membres du groupe sont tous présents.

## Liste des pistes
- Téléchargement numérique

1. Falling Down — 3:05

## Crédits et personnels
- Auteur-compositeur : Ted Bruner, Trey Vittetoe, Gina Schock
- réalisateur artistique : Ted Bruner, Trey Vittetoe
- Mixage : Clif Norrell

## Classement par pays
| Classement (2009–2010)                 | Meilleure position |
| -------------------------------------- | ------------------ |
| Australie Classement single Hitseekers | 11                 |
| Canada Hot 100                         | 69                 |
| Japon Hot 100                          | 15                 |
| États-Unis Billboard Hot 100           | 82                 |

## Historique de sortie
| Pays       | Date              | Format                 |
| ---------- | ----------------- | ---------------------- |
| Canada     | 25 août 2009      | Téléchargement digital |
| États-Unis | 25 août 2009      | Téléchargement digital |
| Australie, | 25 septembre 2009 | Téléchargement digital |